# Jacques Bourderon
Pour les articles homonymes, voir Bourderon.
Jacques Bourderon, nom de plume de Jacques Conia, né le 22 mars 1934 à Laventie, dans le Pas-de-Calais, est un écrivain français, auteur de roman policier. Ses romans de science-fiction, de guerre,  d'espionnage et d'anticipation sont signés Jacques Hoven.

## Biographie
Il est journaliste à l'ORTF avant de se consacrer à l'écriture. Après avoir publié en 1955, un roman, Saignée blanche sous son patronyme, il fait paraître en 1962 son premier roman policier, La Corrida des séraphins.
À partir de 1969, il écrit pour le Fleuve noir des romans de guerre, d'espionnage et d'anticipation sous le pseudonyme de Jacques Hoven.

## Œuvre

### Roman signé Jacques Conia
- Saignée blanche, Éditions Denoël (1955)

### Romans signés Jacques Bourderon
- La Corrida des séraphins, Éditions Denoël, Crime-club no 39 (1962)
- Corrida à Brazza, Éditions Denoël, Crime-club no 239 (1965)
- Un espion fatigué, Éditions Denoël, Crime-club no 250 (1967)

### Romans signés Jacques Hoven
- Mourir pour XA, Fleuve noir, coll. « Feu » no 105 (1969)
- Cao-Bang, Fleuve noir, coll. « Feu » no 131 (1970)
- Embuscades au Tonkin, Fleuve noir, coll. « Feu » no 139 (1970)
- Cap sur Mourmansk, Fleuve noir, coll. « Feu » no 174 (1972)
- Vacances pour un espion, Fleuve noir, coll. « Espionnage » no 866 (1971)
- La Margaïe aux espions, Fleuve noir, coll. « Espionnage » no 894 1971)
- Les Rats de la section IV, Fleuve noir, Fleuve noir, coll. « Espionnage » no 995 (1972)
- Il était une fois dans l'espace, Fleuve noir, coll. « Fleuve Noir Anticipation » no 548 (1973)
- Sombre est l'espace, Fleuve noir, coll. « Fleuve Noir Anticipation » no 585 (1973)
- Les Intemporels, Fleuve noir, coll. « Fleuve Noir Anticipation » no 627 (1974)
- Un nazi nommé Straub, Fleuve noir, coll. « Espionnage » no 1092 (1974)
- La Vénus de l'Himmenadrock, Fleuve noir, coll. « Fleuve Noir Anticipation » no 693 (1975)
- Seppuku, Fleuve noir, coll. « Espionnage » no 1186 (1975)
- La Porte des enfers, Fleuve noir, coll. « Fleuve Noir Anticipation » no 877 (1978)  (ISBN 2-265-00787-0), réédition Fleuve noir, coll. « Les Maîtres français de la S.-F. » no 14 (1989)  (ISBN 2-265-04088-6)
- Triplix, Fleuve noir, coll. « Fleuve Noir Anticipation » no 917 (1979)  (ISBN 2-265-00979-2)
- Robinson du cosmos, Fleuve noir, coll. « Fleuve Noir Anticipation » no 968 (1979)  (ISBN 2-265-01217-3)
- Les Non-humains, Fleuve noir, coll. « Fleuve Noir Anticipation » no 1084 (1981)  (ISBN 2-265-01679-9)
- Dérapage à quarante, Fleuve noir (1982)  (ISBN 2-265-01887-2)
- Adieu, Céred, Fleuve noir, coll. « Les Maîtres français de la S.-F. » no 30 (1972)  (ISBN 2-265-04377-X)
- Une si jolie petite planète, Rivière blanche, coll. « blanche » no 2066 (2010)

## Sources
: document utilisé comme source pour la rédaction de cet article.
- Claude Mesplède (dir.), Dictionnaire des littératures policières, vol. 1 : A - I, Nantes, Joseph K, coll. « Temps noir », 2007, 1054 p. (ISBN 978-2-910-68644-4, OCLC 315873251), p. 275